# Sœurs des saints Noms de Jésus et de Marie
Les Sœurs des saints Noms de Jésus et de Marie (en latin : Congregatio Sororum a SS. Nominibus Iesu et Mariae) sont une congrégation religieuse féminine enseignante et catéchiste de droit pontifical.

## Historique

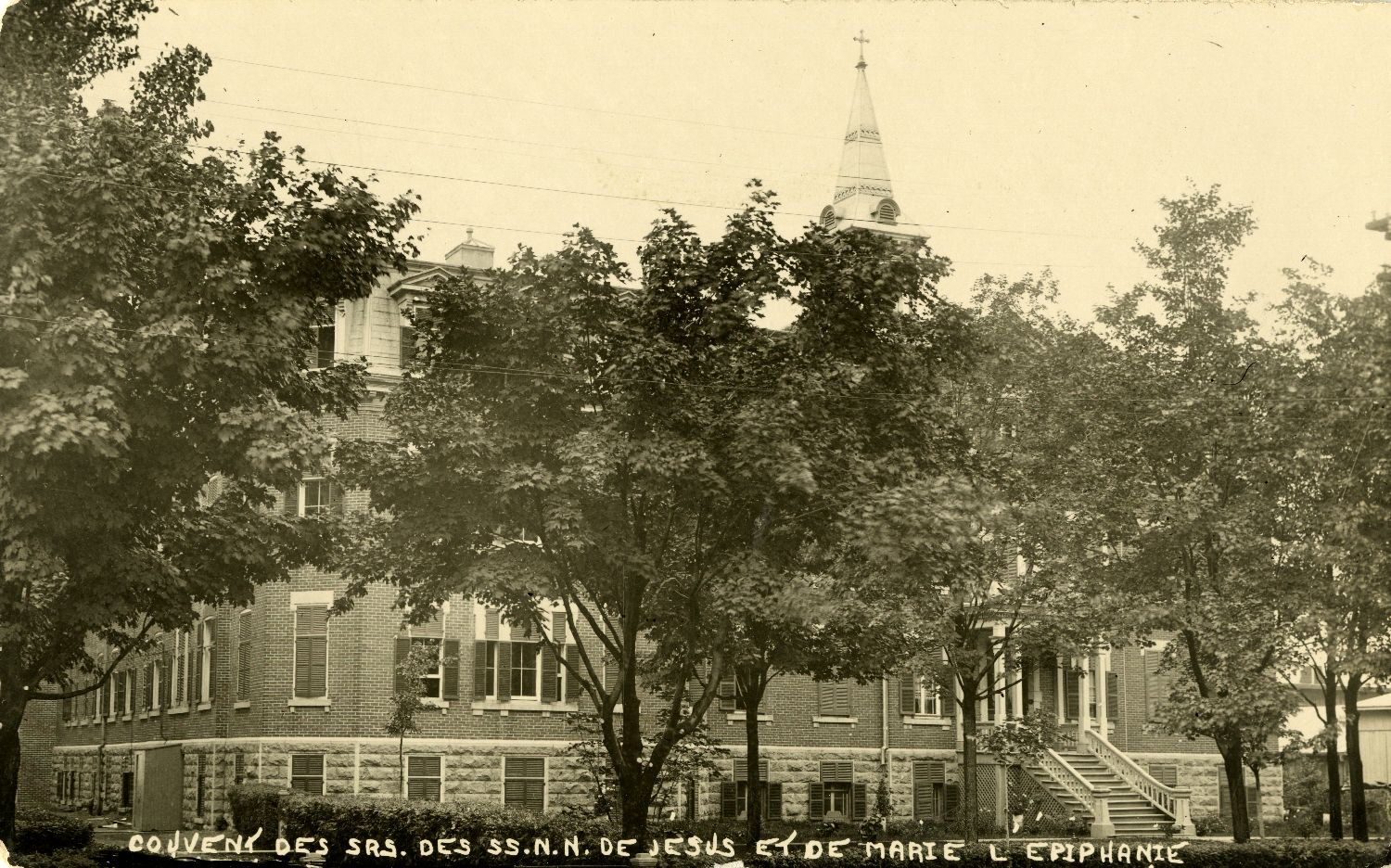
Couvent des soeurs des Saints-Noms-de-Jésus et de Marie de l'Épiphanie

En 1843, à la suite du refus des Sœurs des saints Noms de Jésus et de Marie de Marseillede venir au Canada, Marie-Rose Durocher fonde avec deux compagnes les Sœurs des Saints Noms de Jésus et de Marie à Longueuil le 28 octobre 1843, la communauté prend le nom, l'habit et la règle des Sœurs de Marseille.
Le 4 août 1844, le groupe déménage au grand couvent acheté par l’abbé Brassard. La communauté croît avec une rapidité surprenante. En septembre 1844, on accueille trente-trois pensionnaires et quatre-vingts externes. L'institut est approuvé le 29 février 1844 par  Mgr Ignace Bourget, évêque de Montréal, qui procède à la prise d'habit des trois religieuses et à l’érection canonique de la congrégation le 8 décembre 1844. Sœur Eulalie Durocher, sous les conseils de Henriette-Julie Juchereau Duchesnay bienfaitrice, obtient la permission de construire un couvent de 120 places à Mont-Saint-Hilaire. Elles reçoivent le décret de louange le 27 février 1863 et sont définitivement approuvées par le Saint-Siège le 4 septembre 1877.

## Activités et diffusion
Les Sœurs se consacrent principalement à l'éducation et la catéchèse.
Elles sont présentes en:
- Amérique du Nord : Canada, États-Unis.
- Amérique du Sud : Brésil, Pérou.
- Afrique : Lesotho.

La maison-mère est à Longueuil.
En 2014, la congrégation comptait 836 sœurs dans 62 maisons.